# Arrondissement di La Rochelle
L'arrondissement di La Rochelle è un arrondissement dipartimentale della Francia situato nel dipartimento della Charente Marittima, appartenente alla regione della Nuova Aquitania.

## Storia
Fu creato nel 1800 sulla base dei preesistenti distretti.

## Composizione
L'arrondissement è composto da 57 comuni raggruppati in 15 cantoni:
- cantone di Ars-en-Ré con 5 comuni
- cantone di Aytré con 3 comuni
- cantone di Courçon con 14 comuni
- cantone di La Jarrie con 14 comuni
- cantone di Marans con 6 comuni
- cantoni di La Rochelle, da 1 a 9
- cantone di Saint-Martin-de-Ré con 5 comuni